# Poslouchej
Poslouchej je studiové album Rudolfa Cortése, které vyšlo v roce 1979 jako LP.

## Seznam skladeb
1. „Vrátím se zpátky do dětství“ (h: / t: ) -
2. „Děda blues“ (h: / t: ) -
3. „Jean“ (h: / t: ) -
4. „Maličkosti“ (h: / t: )
5. „Tak to bývá“ (h: / t: ) -
6. „Vzdušný zámek“ (h: / t: ) -
7. „Zlatá horečka“ (h: / t: ) -
8. „Desperado“ (h: / t: ) -
9. „Nám pánům žena je pánem“ (h: / t: ) -
10. „Samota je zlá“ (h: / t: ) -
11. „Žádné vlaky zpátky nejezdí“ (h: / t: ) -
12. „Jak šel život“ (h: / t: ) -

## Další informace
- Suraphon 1113 2559 H,